# Christina Grimandi
Christina Grimandi (Bologna, 4 agosto 1968) è un'attrice, cantante e ballerina italiana, nota soprattutto come interprete di musical.

## Biografia
Ha fatto il suo debutto professionale all'età di nove anni nella produzione del Teatro Comunale di Bologna del Bacio della Fata di Igor Stravinsky con Carla Fracci e Amedeo Amodio, mentre frequentava l'Accademia Antoniano di Bologna. Entra per un breve periodo alla Scala di Milano sotto la direzione artistica di Luciana Novaro, dove segue le lezioni. Dopo una formazione da ballerina classica e moderna, inizia a lavorare nelle compagnie italiane di balletto e di operetta "Belle Epoque" e la Compagnia dell'Operetta Italiana come solista e successivamente coreografa. Esordisce come cantante di Piano Bar in televisione Tele Romagna, Tele Veneto, Tele Santerno e in tournée nazionale affiancata da Ezio Landini, suo primo manager. Nel 1987 lavora ad Amburgo nella prima produzione tedesca del musical di Andrew Lloyd Webber Cats, in cui interpreta la gatta Bombalurina. Nel 1989 si trasferisce a Parigi e recita nell'allestimento francese di Cats ancora una volta come Bombalurina. Incide il disco in lingua francese di Cats e nel 1990, sempre nel musical, interpreta la protagonista Grizabella a Parigi.
Nel 1992 ritorna ad Amburgo per recitare nuovamente in una produzione tedesca di Cats, ancora una volta nel ruolo della protagonista Grizabella. Successivamente,  interpreta il ruolo del Narratore in Into the Woods in lingua tedesca nel 1994 e la "Tante" in Buddy, die Buddy Holly Story. Richiamata ancora in supporto alla compagnia di Amburgo, interpreta nuovamente Grizabella e Bombalurina in Cats ad Amburgo nel 1995. Richiamata dal regista e coreografo associato John Yost, entra a far parte per un breve periodo della Compagnia della tournée europea di Cats. Successivamente entra nella compagnia di West Side Story allo Schloss Festspiele a Ettlingen (Germania), diretta dal coreografo Rob Roth. 
Nel 1995 la Really Useful Group Theater Entertainment di proprietà di Andrew Lloyd Webber e supervisionata dall'attore austriaco Peter Weck e dalla casting director Doris Fuhrmann arriva in Germania e a dicembre 1995 debutta in lingua tedesca il musical Sunset Boulevard sotto la supervisione del regista originale Trevor Nunn e del coreografo Bob Avian. Grimandi si unisce al cast nel ruolo di Heather, un ruolo che incide anche nel cast album tedesco; un improvviso impedimento della star internazionale Helen Schneider permette a Grimardi di interpretare la protagonista Norma Desmond. L'anno seguente le verrà riconfermato il contratto e interpreterà, alternando gli spettacoli, il ruolo di primadonna dello spettacolo con il primo cast. Al termine del contratto stagionale e prima dell'arrivo di Daniela Ziegler  Christine, unica italiana al mondo ad aver interpretato questo ruolo, replica diverse repliche di Norma Desmond. Al termine del contratto, viene scritturata dalla Stella Entertainment Produktion Gmbh, per interpretare il ruolo di Mrs. Potts nella La Bella e la Bestia della Walt Disney Theatrical Productions; successivamente registra il CD in lingua tedesca dello spettacolo e interpreta il famosissimo brano Beauty and the Beast in lingua tedesca. 
Rientrata in Italia, comincia a collaborare Tato Russo. Nel 1999 a Napoli accanto a Tato Russo come Monaca di Monza ne I promessi sposi. Con il regista Tato Russo collabora successivamente alle produzioni teatrali diventando suo aiuto regia ne "Il ritratto di Dorian Grey" con Tonino Accolla. Altro successo al quale collabora Christine è il musical Masaniello, splendida opera teatrale che narra la vita e le vicissitudini del napoletano Masaniello, scritta e diretta da Tato Russo e musiche di Patrizio Marrone. Alla fine del 2002 accetta l'incarico e si occupa della regia italiana del musical "I dieci comandamenti", "Les Dix Comandements", regia originale di Elie Chouraqui, musiche di Pascal Obispo e coreografia di Kamel Ouali, in scena a Milano e a Roma con la Produzione di Guido e Maurizio De Angelis e la supervisione artistica di Giancarlo Golzi. 
Nel 2003 Christine torna a recitare sotto la direzione di Saverio Marconi e accanto a Michelle Hunziker e a Luca Ward interpreta la Madre Superiora in Tutti insieme Appassionatamente a Milano al Teatro della Luna e a Roma al Teatro Sistina sotto la direzione musicale di Giovanni Maria Lori. Nel 2004 partecipa a Abruzzo in Festival al Teatro Fenaroli di Lanciano in giuria e, nello stesso anno, dirige il nuovo Musical "Mangiaresti", una favola musicale che debutta con i professori e musicisti del Conservatorio S. Giacomantoio di Cosenza al Teatro comunale di Cosenza, con le musiche di Giovanni Giannini. Continuano le repliche de "Il ritratto di Dorian Grey" e Christine segue fino al 2008 la compagnia in tournée nazionale. Accetta il contratto con il Teatro Bellini di Napoli ed è in scena sotto la regia di Alvaro Piccardi ne "Il paese degli idioti" riscrittura teatrale da Fedor Dostojevskij, nel ruolo di Anfisa accanto a Tato Russo. Riprende successivamente la tournée nazionale di "Masaniello" che la vedrà interprete nel ruolo della "Viceregina" in diverse piazze del panorama nazionale fino alla fine del 2009. 
Nell'estate del 2015, Christine fa il suo debutto a Londra nel musical di Maury Yeston, Robert Wright e George Forrest Grand Hotel in scena alla Southwark Playhouse. Nel 2017 Christine ritorna a Parigi e interpreta "la Mere" nel nuovo musical A Cuba Libre scritto da Alice Monicat, Léa Pérennes, Romain Rachline, regia di Emmanuel Suarez e la direzione musicale di Raphael Sanchez. Nel 2023 interpretata  Fräulein Schneider nella tournée italiana di Cabaret con Arturo Brachetti e Diana Del Bufalo. 

## Filmografia parziale
- Innamorarsi a Verona, regia di Dirk Regal (2009)